# Арсенат ртути(I)
Арсенат ртути(I) — неорганическое соединение,
соль ртути и мышьяковой кислоты
с формулой (Hg2)3(AsO4)2,
светло-жёлтые кристаллы,
не растворяется в воде.

## Получение
- Реакция нитрата ртути(I) и мышьяковой кислоты:

{\displaystyle {\mathsf {3\;Hg_{2}(NO_{3})_{2}+2\;H_{3}AsO_{4}\ {\xrightarrow {}}\ (Hg_{2})_{3}(AsO_{4})_{2}\downarrow +6\;HNO_{3}}}}

## Физические свойства
Арсенат ртути(I) образует светло-жёлтые кристаллы нескольких модификаций:
- α-(Hg2)3(AsO4)2, моноклинная сингония,пространственная группа P 21/c, параметры ячейки a = 0,87915 нм, b = 0,50699 нм, c = 1,56839 нм, β = 128,761°, Z = 2;
- β-(Hg2)3(AsO4)2, моноклинная сингония,пространственная группа P 21/c, параметры ячейки a = 1,02034 нм, b = 0,85875 нм, c = 1,35172 нм, β = 101,016°, Z = 4.

Не растворяется в воде.